# The Ambition of the Baron
The Ambition of the Baron è un cortometraggio muto del 1915. Il nome del regista non viene riportato, mentre gli interpreti principali sono Francis X. Bushman e Beverly Bayne. In un piccolo ruolo, appare anche Gloria Swanson qui in uno dei suoi primissimi film.

## Trama
Il barone von Tollen, un fine politico maestro dell'intrigo, briga per arrivare al potere, volendo mettere sul trono di Leutala, piccolo regno europeo, un nuovo re di sua scelta. La sua attenzione si orienta sul conte Jean de Lugnan e, per attirarlo nella rete, usa sua figlia Annette. La donna finge di essere in pericolo e, passando in taxi davanti a de Lugnan, lascia cadere dal finestrino un biglietto in cui lui legge: "Seguimi e salvami". Il conte, pungolato dal romanticismo della situazione, non ci pensa un attimo, lanciandosi all'inseguimento a bordo di un altro taxi. L'avventura lo porta alle porte di Londra, in una tenuta di campagna circondata da un alto muro. Jean lo scala, trova la ragazza e la riporta a casa, a Londra. A casa, il barone finge di essere felice di riabbracciare la figlia salvata dall'eroico conte e, quindi, lo invita a cena. De Lugnan comincia a frequentare la bella Annette, di cui finisce per chiedere la mano. Il barone sembra acconsentire, ma pone come condizione al matrimonio che Jean partecipi al suo progetto rivoluzionario a Leutala, accettando di diventarne re quando il paese passerà sotto il controllo del barone. Le nozze sono concordate, ma il barone riceve un'altra proposta di matrimonio da parte del capitano Tanner, uno dei suoi complici, innamorato pure lui di Annette. Quando Tanner scopre che la mano della donna amata è stata concessa a de Lugnan, minaccia il conte di rivelare il complotto a meno che non rinunci a sposarla. I due uomini si battono ferocemente dentro a una stanza fino a che Tanner non riesce a fuggire. Furioso, denuncia la cospirazione, ma viene arrestato e condannato a morte come rivoluzionario. Ormai, la congiura è stata scoperta ma von Tollen e i suoi riescono a fuggire a bordo di uno yacht. Annette confessa al conte il proprio ruolo nel complotto, ma gli giura, tuttavia, di amarlo veramente. Lui le crede e la perdona. Il barone, intanto, frustrato nelle sue ambizioni, si consola al pensiero della felicità della figlia.

## Produzione
Il film fu prodotto dall'Essanay Film Manufacturing Company. Venne girato a Chicago, città dove la casa di produzione aveva la sua sede principale.

## Distribuzione
Distribuito dalla General Film Company, uscì nelle sale cinematografiche statunitensi il 29 gennaio 1915.